# Alfred Eckbrecht von Dürckheim-Montmartin
Alfred Karl Nicolaus Alexander Graf Eckbrecht von Dürckheim-Montmartin (* 21. Juli 1850 in Steingaden; † 10. April 1912 in Locarno) war ein bayerischer General der Infanterie.

## Leben

### Herkunft
Alfred Graf Dürckheim war der älteste Sohn des bayerischen Kämmerers Karl Graf Eckbrecht von Dürckheim-Montmartin (1822–1896) und dessen Ehefrau Alexandrine (1831–1891), eine Tochter des Karl Wilhelm Graf von Toll (1777–1842). Seine Geschwister waren:
- Olga Caroline Sophie (1854–1891);
- Friedrich Georg Michael Maria (1858–1939);
- Sophie Marie Therese Elisabeth (1859–1940);
- Elisabeth Alexandrine Olga Helene (1864–1887).

### Werdegang
Eckbrecht von Dürckheim-Montmartin besuchte das Jesuiteninstitut Stella Matutina in Feldkirch in Tirol und begann ein Philologiestudium an der Universität Würzburg, das er jedoch bereits im 2. Semester wieder verließ, um am 11. März 1870 zum Militär zu gehen. Er nahm als Offizier der Bayerischen Armee am Krieg gegen Frankreich teil. 1874 erfolgte seine Beförderung zum Oberleutnant beim Infanterie-Leib-Regiment. Von 1875 bis 1878 absolvierte er die Kriegsakademie, die ihm die Qualifikation für den Generalstab und die Adjutantur aussprach.
Er wurde erst Adjutant beim Prinzen Otto und 1878 Hofmarschall des Prinzen Arnulf, mit dem er einige größere Reisen unternahm. Auf einer dieser Reisen lernte er seine spätere Gattin in Sankt Petersburg kennen.
Als Prinz Arnulf einen Liebesbrief an die Ehefrau von Dürckheim sandte und dieser ihn abfing, forderte er den Prinzen zum Pistolen-Duell auf. Daraufhin bat seine Ehefrau König Ludwig II. um die Verhinderung des Duells. Das Duell fand dann auch durch Intervention des Prinzen Leopold und Ludwigs II. nicht statt.
Im April 1883 wurde Dürckheim als Hauptmann Flügeladjutant des Königs von Bayern. Im Winter 1886 sandte Ludwig II. ihn zu Otto von Bismarck, an den ein Handbillett (eigenhändiges Schreiben) des Königs vom 28. Januar 1886 gerichtet war, das den Auftrag enthielt, Dürckheim möge zur Vertreibung des „Gerichtsgesindels“, das das Schloss Linderhof hätte pfänden können, mit Unterstützung der Preußen ein Kontingent aufbieten; ausländische Banken hatten 1885 mit einer Pfändung gedroht. Weil Ludwig II. sich einer rationalen Lösung verweigerte, führte dies unter anderem zu dem später eingeleiteten Entmündigungsverfahren.
Das freundschaftliche Verhältnis von Ludwig II. zu Dürckheim hielt auch noch an, als der König am 9. Juni 1886 für unzurechnungsfähig erklärt wurde. Dürckheim blieb als Adjutant an seiner Seite, nachdem Ludwig II. ihn nach Neuschwanstein beordert hatte. Ludwig II. sprach über ein Telegramm, das er von Bismarck erhalten habe und in dem dieser vorschlug, Ludwig II. möge nach München fahren und sich dort dem Volk zeigen, um Gerüchte über seinen Geisteszustand zu zerstreuen; allerdings habe er keine Willenskraft zur Ausführung dieser Vorschläge und fand hierfür diverse Ausflüchte.
Nach der Entmündigung riet Dürckheim Ludwig II., sich nach München zu begeben, von dort aus würde er ihm zur Flucht nach Tirol verhelfen, jedoch verweigerte Ludwig II. beide Vorschläge. Prinzregent Luitpold beorderte Dürckheim nach München zurück. Dieser verweigerte anfangs den Befehl, leistete ihm dann jedoch Folge, weil Ludwig II. ihn persönlich zurücksandte, um seine weitere Karriere nicht zu gefährden. Nach seiner Ankunft auf dem Bahnhof in München wurde er vom Adjutanten des Kriegsministers, Adolf von Heinleth, in Haft genommen und es wurde eine Untersuchung wegen Hoch- und Landesverrats eingeleitet. Erst nach dem Tod von Ludwig II. wurde er am 15. Juni 1886 wieder freigelassen.
Später wurde er zum 8. Infanterie-Regiment nach Metz versetzt und setzte seine Militärkarriere fort. So war er ab 1895 Direktor der Münchner Kriegsschule und vom 17. März 1897 bis 14. August 1901 Kommandeur des Infanterie-Leib-Regiments, anschließend war er vom 25. August 1901 bis 22. Oktober 1903 als Generalmajor Kommandeur der 12. Infanterie-Brigade und vom 23. Oktober 1903 bis 17. November 1908 Kommandeur der 4. Division im Dienstgrad Generalleutnant. Bis 1908 stieg er zum Kommandierenden General des II. Armee-Korps auf. In dieser Eigenschaft verlieh ihm Prinzregent Luitpold am 15. Februar 1911 das Großkreuz des Militärverdienstordens.
Im April 1912 erlag er in Locarno einem Herzleiden und wurde mit allen militärischen Ehren zum Münchener Hauptbahnhof begleitet. Er wurde in der Familiengruft in der Johanneskapelle des Klosters Steingaden beigesetzt. An der Spitze der Abordnungen aller Waffengattungen stand der spätere Generalfeldmarschall Prinz Leopold von Bayern.

### Familie
Am 22. November 1881 heiratete er in Sankt Petersburg Elena Pawlowna (1857–1911), eine Tochter von Paul Graf Bobrinsky (1829–1860), kaiserlich-russischer Kammerherr und Hofmarschall sowie Urenkel der Kaiserin Katharina II. Aus dieser, 1884 wieder geschiedenen Ehe ging die Tochter Maria Olga (1882–1976) hervor, die sich mit Konrad Lambert Franz Ludwig Pius von Malsen-Waldkirch (1869–1913) verehelichte.

## Trivia
In den deutschen Historienfilmen Ludwig II. von 1955 spielte Walter Regelsberger die Figur des Alfred Eckbrecht von Dürckheim, in Ludwig II. von 1972 Helmut Griem, und in Ludwig II. von 2012 verkörperte August Wittgenstein die historische Figur des Ludwig-Vertrauten.

## Schriften
- Notizen zur Königskatastrophe 1886. Münchner Kulturkreis zum Schutze des Münchnerischen Stadtbildes und Kulturerbes, München 1961.